# Horama nigricornis
Horama nigricornis är en fjärilsart som beskrevs av Carlos Schrottky. Horama nigricornis ingår i släktet Horama och familjen björnspinnare. Inga underarter finns listade i Catalogue of Life.